# Liste von Filmen mit Bezug zu München
Die Liste von Filmen mit Bezug zu München enthält Spielfilme, Dokumentarfilme und Fernsehserien mit deutlichem Bezug zu München, also Filme, die in dieser Stadt spielen, die München in einer bestimmten Epoche zeigen oder das politische, wirtschaftliche oder kulturelle Leben Münchens zum Thema haben.
| Jahr           | Titel                                                                                  | Regisseur                    | Anmerkung |
| -------------- | -------------------------------------------------------------------------------------- | ---------------------------- | --- |
| 1919           | Nerven                                                                                 | Robert Reinert               | Stummfilmdrama über eine Münchner Fabrikantenfamilie am Ende des Ersten Weltkrieges Darsteller unter anderem Eduard von Winterstein, Lya Borré                                                    |
| 1921           | Valentin auf der Festwiese                                                             |                              | Stummfilm über einen Besuch auf dem Oktoberfest Darsteller unter anderem Karl Valentin, Liesl Karlstadt                                                                                           |
| 1923           | Mysterien eines Frisiersalons                                                          | Bertolt Brecht, Erich Engel  | Kurzspielfilm über groteske Situationen eines Friseurs Darsteller unter anderem Karl Valentin, Blandine Ebinger, Liesl Karlstadt                                                                  |
| 1923           | Auf dem Oktoberfest                                                                    |                              | Darsteller unter anderem Karl Valentin, Liesl Karlstadt |
| 1951           | In München steht ein Hofbräuhaus                                                       | Siegfried Breuer             | Filmkomödie über zwei Familien, die einen Erbschaftskrieg über das Hofbräuhaus führen Darsteller unter anderem Fita Benkhoff, Carl Wery, Liesl Karlstadt                                          |
| 1954           | Eine Frau von heute                                                                    | Paul Verhoeven               | Film über einen Kriegsheimkehrer und seine Probleme mit seiner inzwischen emanzipierten Frau Darsteller unter anderem Luise Ullrich, Curd Jürgens                                                 |
| 1954           | Rummelplatz der Liebe                                                                  | Kurt Neumann                 | Ein Verbrechen aus Eifersucht, gedreht auf einem extra in Sichtachse der Frauentürme aufgebauten Rummelplatz an der Maxburg Darsteller unter anderem Eva Bartok, Curd Jürgens                     |
| 1954           | Plastischer Wies´n-bummel                                                              | Werner Jacobs                | Darsteller unter anderem Margot Hielscher, Wastl Witt |
| 1955           | Königswalzer                                                                           | Viktor Tourjansky            | Im Zentrum steht der Hofgartenwirt Tomasoni, angelehnt an den Münchner Wirt Giuseppe Tambosi. Darsteller unter anderem Marianne Koch, Joe Stöckel, Liesl Karlstadt, Walter Sedlmayr               |
| 1957           | Ein Stück vom Himmel                                                                   | Rudolf Jugert                | Liebesfilm mit vielen Außenaufnahmen aus München und vom Starnberger See Darsteller unter anderem Ingrid Andree, Toni Sailer, Georg Thomalla                                                      |
| 1960–1963      | Funkstreife Isar 12                                                                    | Michael Braun                | Krimi-Serie Darsteller unter anderem Karl Tischlinger |
| 1960           | Mein Schulfreund                                                                       | Robert Siodmak               | Geschichte um einen Briefträger, der während der NS-Zeit zu Unrecht für verrückt erklärt wird und nach dem Krieg wieder arbeiten will Darsteller unter anderem Heinz Rühmann, Robert Graf         |
| 1961           | Pro mundi vita                                                                         | Georg Thurmair               | Dokumentarfilm über den 37. Eucharistischen Weltkongress in München |
| 1961           | Vertauschtes Leben                                                                     | Helmut Weiss                 | In München spielendes Melodram über zwei als Baby vertauschte junge Frauen Darsteller unter anderem Karin Baal, Barbara Frey                                                                      |
| 1962           | Ein Münchner im Himmel                                                                 | Walter Reiner, Traudl Reiner | Animationsfilm über den Dienstmann Alois Hingerl, den Münchner im Himmel |
| 1962           | Freispruch mangels Beweises                                                            | Richard Groschopp            | Spielfilm über einen Münchner Zeitungsskandal Darsteller unter anderem Erich Gerberding |
| 1963–1965      | Kommissar Freytag                                                                      |                              | In München gedrehte Vorabendkrimiserie Darsteller unter anderem Konrad Georg |
| 1964–1966      | Der Nachtkurier meldet                                                                 |                              | Serie um einen Münchner Zeitungsreporter Darsteller unter anderem Gig Malzacher |
| 1965–1982      | Die seltsamen Methoden des Franz Josef Wanninger                                       |                              | Krimi-Serie Darsteller unter anderem Beppo Brem |
| 1966           | Der Stadtstreicher                                                                     | Rainer Werner Fassbinder     | Kurzfilm über einen Münchner Stadtstreicher, der eine Waffe findet Darsteller unter anderem Rainer Werner Fassbinder, Irm Hermann                                                                 |
| 1967           | Das kleine Chaos                                                                       | Rainer Werner Fassbinder     | Kurzfilm über drei Münchner Zeitungsdrücker, die einen Überfall begehen Darsteller unter anderem Rainer Werner Fassbinder, Lilo Pempeit                                                           |
| 1967           | Herbst der Gammler                                                                     | Peter Fleischmann            | Dokumentarfilm über Münchner Aussteiger |
| 1968           | Zur Sache, Schätzchen                                                                  | May Spils                    | In Schwabing gedrehte Filmkomödie über das Lebensgefühl der 68er Darsteller unter anderem Werner Enke, Uschi Glas, Henry van Lyck                                                                 |
| 1968           | Der Griller                                                                            | George Moorse                | Film über die Münchner Gesellschaft Ende der 60er Jahre Darsteller unter anderem Rolf Zacher, Franziska Oehme, Angelika Bender                                                                    |
| 1968           | Engelchen oder Die Jungfrau von Bamberg                                                | Marran Gosov                 | In Schwabing gedrehte Filmkomödie über die sexuelle Revolution in den späten 1960er Jahren Darsteller unter anderem Gila von Weitershausen, Uli Koch, Hans Clarin                                 |
| 1969–1976      | Der Kommissar                                                                          |                              | Krimi-Serie Darsteller unter anderem Erik Ode |
| 1969           | Engelchen macht weiter – hoppe, hoppe Reiter                                           | Michael Verhoeven            | In Schwabing gedrehte Filmkomödie über die sexuelle Revolution in den späten 1960er Jahren Darsteller unter anderem Gila von Weitershausen, Mario Adorf, Uli Koch                                 |
| 1969           | Das Go-Go-Girl vom Blow-Up                                                             | Rolf Olsen                   | Filmkomödie um die damals bekannte Diskothek Blow Up (heute Schauburg) in Schwabing Darsteller unter anderem Monika Lundi, Eddi Arent, Gunther Philipp                                            |
| 1969           | Der Kerl liebt mich – und das soll ich glauben?                                        | Marran Gosov                 | In West-Berlin und Schwabing gedrehte Filmkomödie über das Lebensgefühl der 68er Darsteller unter anderem Uschi Glas, Harald Leipnitz, Stefan Behrens                                             |
| 1969           | Der Mann mit dem goldenen Pinsel                                                       | Franz Marischka              | Komödie um einen erfolglosen Münchner Maler Darsteller unter anderem Willi Colombini, Marcella Michelangeli                                                                                       |
| 1969           | Sex-Business – Made in Pasing                                                          | Hans-Jürgen Syberberg        | Dokumentation über den Münchner Sexfilm-Produzenten Alois Brummer |
| 1970           | Hauptbahnhof München                                                                   | Peter Schubert               | Serie über einen pensionierten Münchner Bahnpolizisten Darsteller unter anderem Alfred Balthoff                                                                                                   |
| 1970           | Nicht fummeln, Liebling                                                                | May Spils                    | In Schwabing gedrehte Filmkomödie über das Lebensgefühl der 68er Darsteller unter anderem Werner Enke, Gila von Weitershausen, Henry van Lyck                                                     |
| 1970           | Rote Sonne                                                                             | Rudolf Thome                 | "feministischer" Spielfilm über das Lebensgefühl der 68er Darsteller unter anderem Marquard Bohm, Uschi Obermaier                                                                                 |
| 1971           | Cream – Schwabing Report                                                               | Leon Capetanos               | Erotik-Film über einen italienischen Gigolo in München Darsteller unter anderem Rolf Zacher |
| 1971           | Der Hitler/Ludendorff-Prozeß                                                           | Paul Verhoeven               | Fernsehfilm über den Hitler-Prozess Darsteller unter anderem Alf Marholm |
| 1971           | Der Pedell                                                                             | Eberhard Itzenplitz          | Film über den Hausmeister der LMU München während und nach der NS-Zeit Darsteller unter anderem Heinz Schacht, Manfred Seipold, Hans-Michael Rehberg                                              |
| 1972–1973      | Der Bastian                                                                            |                              | Serie über einen Lehramtsstudenten in München Darsteller unter anderem Horst Janson, Karin Anselm                                                                                                 |
| 1972           | Tatort: Münchner Kindl                                                                 | Michael Kehlmann             | 1. Münchner Tatort Darsteller unter anderem Gustl Bayrhammer, Helmut Fischer |
| 1972           | Mädchen, die nach München kommen                                                       | Walter Boos                  | Film der Sexwelle; Untertitel: „Das geheime SEXleben der Olympiastadt“ Darsteller unter anderem Karin Götz, Ulrike Butz, Dorit Henke                                                              |
| 1973–1997      | Derrick                                                                                |                              | Krimi-Serie Darsteller unter anderem Horst Tappert, Elmar Wepper |
| 1973           | Hau drauf, Kleiner                                                                     | May Spils                    | In München spielende Komödie Darsteller unter anderem Gustl Bayrhammer, Helmut Fischer |
| 1973           | München 1972 – 8 berühmte Regisseure sehen die Spiele der XX. Olympiade                |                              | Dokumentarfilm über die Sommerolympiade 1972 in München |
| 1973           | Tatort: Weißblaue Turnschuhe                                                           | Wolf Dietrich                | Münchner Tatort Darsteller unter anderem Werner Enke, Henry von Lyck |
| 1973           | Tatort: Tote brauchen keine Wohnung                                                    | Wolfgang Staudte             | Münchner Tatort Darsteller unter anderem Gustl Bayrhammer, Helmut Fischer |
| 1974           | Der Wiesnpostbote                                                                      | Percy Adlon                  | Film über den Postboten auf dem Oktoberfest und seine Probleme, die Post zuzustellen |
| 1974           | Münchner Geschichten                                                                   | Helmut Dietl                 | Geschichten um Karl Häusler ("Tscharlie"), der noch immer bei seiner Oma lebt Darsteller unter anderem Günther Maria Halmer, Therese Giehse                                                       |
| 1974           | Tatort: 3:0 für Veigl                                                                  | Michael Kehlmann             | Münchner Tatort Darsteller unter anderem Gustl Bayrhammer, Helmut Fischer |
| 1974           | Angst essen Seele auf                                                                  | Rainer Werner Fassbinder     | Melodrama spielt in einer Münchner Bar Darsteller unter anderem Brigitte Mira, Walter Sedlmayr |
| 1974           | Goldfüchse                                                                             | Kurt Wilhelm                 | Krimikomödie um einem Raub im königlichen Münzgebäude in München im Jahr 1906 Darsteller unter anderem Hans Löscher, Toni Berger                                                                  |
| 1975           | Faustrecht der Freiheit                                                                | Rainer Werner Fassbinder     | Geschichte über einen homosexuellen Schauspieler, der nach einem Lottogewinn durch falsche Freunde alles verliert Darsteller unter anderem Rainer Werner Fassbinder, Peter Chatel                 |
| 1975           | Krempoli – Ein Platz für wilde Kinder                                                  | Michael Verhoeven            | Fernsehserie über Münchner Kinder, die ihren Abenteuerspielplatz verteidigen müssen Darsteller unter anderem Hannes Gromball                                                                      |
| 1975           | Tatort: Als gestohlen gemeldet                                                         | Wilm ten Haaf                | Münchner Tatort Darsteller unter anderem Gustl Bayrhammer, Helmut Fischer |
| 1975           | Tatort: Das zweite Geständnis                                                          | Wilm ten Haaf                | Münchner Tatort Darsteller unter anderem Gustl Bayrhammer, Helmut Fischer |
| 1975           | Rollerball                                                                             | Norman Jewison               | Science-Fiction-Film, gedreht in der Rudi-Sedlmayer-Halle und im Olympiapark Darsteller unter anderem James Caan, John Houseman                                                                   |
| seit 1976      | Der Alte                                                                               |                              | Krimi-Serie Darsteller unter anderem Siegfried Lowitz, Rolf Schimpf |
| 1976           | Die 21 Stunden von München                                                             | William A. Graham            | Film über die Geiselnahme von München Darsteller unter anderem William Holden, Franco Nero |
| 1976           | Tatort: Wohnheim Westendstraße                                                         | Axel Corti                   | Münchner Tatort im Gastarbeitermilieu Darsteller unter anderem Gustl Bayrhammer, Helmut Fischer                                                                                                   |
| 1977           | Bierkampf                                                                              | Herbert Achternbusch         | Film über einen Besucher des Oktoberfests, der sich als Polizist verkleidet Darsteller unter anderem Herbert Achternbusch                                                                         |
| 1977           | Halbe-Halbe                                                                            | Uwe Brandner                 | Münchner Komödie, die eine Art Nachfolger von Zur Sache, Schätzchen ist Darsteller unter anderem Hans Peter Hallwachs, Bernd Tauber                                                               |
| 1977           | Die Vertreibung aus dem Paradies                                                       | Niklaus Schilling            | Film über ein Münchner Geschwisterpaar mit Geldsorgen Darsteller unter anderem Herb Andress, Elke Haltaufderheide                                                                                 |
| 1977–1979      | Das Haus mit der Nr. 30                                                                |                              | Familienserie über ein Münchner Mietshaus Darsteller unter anderem Josef Schwarz, Jörg Hube |
| 1977–1988      | Polizeiinspektion 1                                                                    |                              | Krimiserie über eine Münchner Polizeiinspektion Darsteller unter anderem Walter Sedlmayr, Elmar Wepper                                                                                            |
| 1977           | Tatort: Das Mädchen am Klavier                                                         | Lutz Büscher                 | Münchner Tatort Darsteller unter anderem Gustl Bayrhammer, Helmut Fischer |
| 1977           | Tatort: Schüsse in der Schonzeit                                                       | Helmuth Ashley               | Münchner Tatort Darsteller unter anderem Gustl Bayrhammer, Helmut Fischer |
| 1978 – heute   | SOKO 5113                                                                              | Dieter Schenk                | Kriminalserie, erste aus der SOKO-Reihe Darsteller unter anderem Werner Kreindl, Wilfried Klaus                                                                                                   |
| 1978           | Amore                                                                                  | Klaus Lemke                  | Liebeskomödie im Münchner Obst- und Gemüsemilieu Darsteller unter anderem Cleo Kretschmer |
| 1978           | Der echte Liliom – Porträt eines Rummelplatzarbeiters                                  | Percy Adlon                  | Dokumentation über Arbeiter auf dem Oktoberfest |
| 1978           | Tatort: Schlußverkauf                                                                  | Wilm ten Haaf                | Münchner Tatort Darsteller unter anderem Gustl Bayrhammer, Helmut Fischer |
| 1978           | Tatort: Schwarze Einser                                                                | Wolf Dietrich                | Münchner Tatort Darsteller unter anderem Gustl Bayrhammer, Helmut Fischer |
| 1979           | Der ganz normale Wahnsinn                                                              | Helmut Dietl                 | Serie über einen Münchner Journalisten Darsteller unter anderem Towje Kleiner |
| 1979           | Tatort: Ende der Vorstellung                                                           | Georg Marischka              | Münchner Tatort Darsteller unter anderem Gustl Bayrhammer, Helmut Fischer |
| 1979           | Tatort: Maria im Elend                                                                 | Wolf Dietrich                | Münchner Tatort um eine gestohlene Madonnenstatue Darsteller unter anderem Gustl Bayrhammer, Helmut Fischer                                                                                       |
| 1979           | Wehe, wenn Schwarzenbeck kommt                                                         | May Spils                    | Münchner Komödie rund um das Thema Steuern Darsteller unter anderem Werner Enke, Sabine von Maydell                                                                                               |
| 1980           | Tatort: Spiel mit Karten                                                               | Wolf Dietrich                | Münchner Tatort Darsteller unter anderem Gustl Bayrhammer, Helmut Fischer |
| 1981–1983      | Familie Meier                                                                          | Franz Xaver Bogner           | Serie über eine Münchner Kleinbürgerfamilie Darsteller unter anderem Karl Obermayr |
| 1981–1983      | Monaco Franze – Der ewige Stenz                                                        | Helmut Dietl                 | Serie um den ewigen Stenz Franz Münchinger Darsteller unter anderem Helmut Fischer, Ruth Maria Kubitschek                                                                                         |
| 1981           | Tatort: Usambaraveilchen                                                               | Wilm ten Haaf                | Münchner Tatort Darsteller unter anderem Gustl Bayrhammer, Helmut Fischer |
| 1981           | Tatort: Im Fadenkreuz                                                                  | Thomas Engel                 | Münchner Tatort Darsteller unter anderem Helmut Fischer, Willy Harlander |
| 1982           | Die weiße Rose                                                                         | Michael Verhoeven            | Film über die Widerstandsgruppe die Weiße Rose Darsteller unter anderem Lena Stolze, Werner Stocker                                                                                               |
| 1982           | Fünf letzte Tage                                                                       | Percy Adlon                  | Film über die Widerstandskämpferin der Weißen Rose Sophie Scholl Darsteller unter anderem Lena Stolze und Irm Hermann                                                                             |
| 1982           | Mit mir nicht, du Knallkopp                                                            | May Spils                    | Münchner Komödie Darsteller unter anderem Werner Enke und Beatrice Richter |
| 1982           | Nacht der Wölfe                                                                        | Rüdiger Nüchtern             | Film über Jugendbanden in München Darsteller unter anderem Karl-Heinz von Liebezeit |
| 1982–2003      | Meister Eder und sein Pumuckl                                                          |                              | Fernsehserie und Kinofilme über den Kobold Pumuckl Darsteller unter anderem Gustl Bayrhammer |
| 1982           | Zeit genug                                                                             | Franz Xaver Bogner           | Fernsehserie über einen jungen Druckergesellen, der zu seinem Onkel nach München zieht Darsteller unter anderem Toni Berger, Ernst Hannawald                                                      |
| 1982           | Tatort: Blinde Wut                                                                     | Theo Mezger                  | Münchner Tatort Darsteller unter anderem Helmut Fischer, Willy Harlander |
| 1982           | Tatort: Tod auf dem Rastplatz                                                          | Wilm ten Haaf                | Münchner Tatort Darsteller unter anderem Helmut Fischer, Willy Harlander |
| 1983           | Die Spider Murphy Gang                                                                 | Georg Kostya                 | Film über die Münchner Band Spider Murphy Gang Darsteller unter anderem die Band selber |
| 1983           | Tatort: Roulette mit sechs Kugeln                                                      | Lutz Büscher                 | Münchner Tatort Darsteller unter anderem Helmut Fischer, Willy Harlander |
| 1983–1985      | Unsere schönsten Jahre                                                                 | Franz Geiger                 | Darsteller unter anderem Elmar Wepper, Uschi Glas, Helmut Fischer |
| 1984           | Blutjunge Biester … zu allem bereit                                                    | Wolfgang G. Kruse            | Erotikfilm der in München spielt Darsteller unter anderem Peter Steiner junior |
| 1984           | Tapetenwechsel                                                                         | Gabriela Zerhau              | Komödie über Wohnungsprobleme in München Darsteller unter anderem Claudia Demarmels, Rolf Zacher, August Zirner                                                                                   |
| 1985           | Tatort: Heißer Schnee                                                                  | Wilma Kottusch               | Münchner Tatort Darsteller unter anderem Helmut Fischer, Willy Harlander |
| 1985           | Tatort: Schicki-Micki                                                                  | Hans-Reinhard Müller         | Münchner Tatort Darsteller unter anderem Helmut Fischer, Willy Harlander |
| 1985           | Kir Royal                                                                              | Helmut Dietl                 | Persiflage auf die Münchner Abendzeitung und die Münchner Schickeria Darsteller unter anderem Franz Xaver Kroetz, Senta Berger, Dieter Hildebrandt                                                |
| 1985–2020      | Lindenstraße                                                                           | Hans W. Geißendörfer         | Erste deutsche Soap. Spielt in München, wurde aber in Köln gedreht Darsteller unter anderem Andrea Spatzek, Joachim Hermann Luger, Marie-Luise Marjan                                             |
| 1985           | Münchener Freiheit                                                                     | Jörg Grünler                 | Fernsehserie über einen Obdachlosen in München Darsteller unter anderem Reiner Horst Scheibe |
| 1985           | Zuckerbaby                                                                             | Percy Adlon                  | Liebeskomödie zwischen einem Münchner U-Bahnfahrer und Mitarbeiterin in einem Bestattungsunternehmen Darsteller unter anderem Marianne Sägebrecht, Eisi Gulp                                      |
| 1986           | Irgendwie und Sowieso                                                                  | Franz Xaver Bogner           | Fernsehserie, spielt 1968 in München und Umgebung Darsteller unter anderem Ottfried Fischer, Elmar Wepper                                                                                         |
| 1986–1992      | Die Hausmeisterin                                                                      |                              | Serie über eine Hausmeisterin im Münchner Stadtteil Haidhausen Darsteller unter anderem Veronika Fitz, Helmut Fischer                                                                             |
| 1986           | Rette mich, wer kann                                                                   | Franz Geiger                 | Fernsehserie über einen Münchner Bestattungsunternehmer Darsteller unter anderem Helmut Fischer, Kurt Sowinetz                                                                                    |
| 1987–1988      | Zur Freiheit                                                                           | Franz Xaver Bogner           | Geschichten rund um die Großmarkthalle München und den Schlachthof München Darsteller unter anderem Ruth Drexel, Toni Berger                                                                      |
| 1987–1991      | Löwengrube                                                                             | Willy Purucker               | Serie über zwei Münchner Familien vom Ende des 19. Jahrhunderts bis 1950 Darsteller unter anderem Jörg Hube, Christine Neubauer                                                                   |
| 1987           | Tatort: Die Macht des Schicksals                                                       | Reinhard Schwabenitzky       | Münchner Tatort Darsteller unter anderem Helmut Fischer, Willy Harlander |
| 1987           | Tatort: Gegenspieler                                                                   | Reinhard Schwabenitzky       | Münchner Tatort Darsteller unter anderem Helmut Fischer, Willy Harlander |
| 1987           | Tatort: Pension Tosca oder Die Sterne lügen nicht                                      | Michael Kehlmann             | Münchner Tatort Darsteller unter anderem Hans Brenner |
| 1988           | Starke Zeiten                                                                          |                              | Episodenfilm, in oder um München spielend Darsteller unter anderem Helmut Fischer |
| 1988           | Tatort: Programmiert auf Mord                                                          | Konrad Sabrautzky            | Münchner Tatort Darsteller unter anderem Horst Bollmann |
| 1989           | Die schnelle Gerdi                                                                     | Michael Verhoeven            | Serie über eine Münchner Taxifahrerin Darsteller unter anderem Senta Berger |
| 1989           | Georg Elser – Einer aus Deutschland                                                    | Klaus Maria Brandauer        | Spielfilm über Georg Elser und seinen Bombenanschlag auf Hitler im Münchner Bürgerbräukeller Darsteller unter anderem Klaus Maria Brandauer, Hans-Michael Rehberg                                 |
| 1989           | Tatort: Bier vom Faß                                                                   | Rüdiger Graf                 | Münchner Tatort Darsteller unter anderem Horst Bollmann |
| 1990           | Café Europa                                                                            | Franz Xaver Bogner           | Mafia-Groteske rund um den Münchner Hauptbahnhof Darsteller unter anderem Jacques Breuer, August Zirner                                                                                           |
| 1990–2003      | Café Meineid                                                                           | Franz Xaver Bogner           | Auf echten Fällen basierende Geschichten aus einem Münchner Amtsgericht Darsteller unter anderem Erich Hallhuber, August Zirner, Norbert Mahler                                                   |
| 1991           | I Know the Way to the Hofbrauhaus                                                      | Herbert Achternbusch         | Komödie um einen Fremdenführer und eine Mumie in München Darsteller unter anderem Herbert Achternbusch                                                                                            |
| 1991           | Tatort: Animals                                                                        | Walter Bannert               | 1. Münchner Tatort mit neuen Ermittlern mit dem Thema Tierschutz Darsteller unter anderem Miroslav Nemec, Udo Wachtveitl                                                                          |
| 1991           | Tatort: Wer zweimal stirbt                                                             | Ilse Hofmann                 | Münchner Tatort Darsteller unter anderem Miroslav Nemec, Udo Wachtveitl |
| 1991           | Tatort: Die chinesische Methode                                                        | Maria Knilli                 | Münchner Tatort Darsteller unter anderem Miroslav Nemec, Udo Wachtveitl |
| 1992           | Tatort: Kainsmale                                                                      | Erwin Keusch                 | Münchner Tatort Darsteller unter anderem Miroslav Nemec, Udo Wachtveitl |
| 1992           | Die zweite Heimat – Chronik einer Jugend                                               | Edgar Reitz                  | 2. Teil der Heimat-Trilogie, der vor allem in München spielt Darsteller unter anderem Henry Arnold                                                                                                |
| 1992           | Kleine Haie                                                                            | Sönke Wortmann               | Filmkomödie über Bewerber an der Münchner Otto-Falckenberg Schauspielschule Darsteller unter anderem Jürgen Vogel, Armin Rohde                                                                    |
| 1993           | Abgeschminkt!                                                                          | Katja von Garnier            | Darsteller unter anderem Katja Riemann, Nina Kronjäger |
| 1993           | Rußige Zeiten                                                                          | Michael Braun                | Fernsehserie über Kaminkehrer in Giesing Darsteller unter anderem Saskia Vester, Michael Vester                                                                                                   |
| 1993           | Tatort: Ein Sommernachtstraum                                                          | Walter Bannert               | Münchner Tatort Darsteller unter anderem Miroslav Nemec, Udo Wachtveitl |
| 1993           | Tatort: Alles Palermo                                                                  | Josef Rödl                   | Münchner Tatort Darsteller unter anderem Miroslav Nemec, Udo Wachtveitl |
| 1993           | Tatort: Himmel und Erde                                                                | Markus Fischer               | Münchner Tatort Darsteller unter anderem Miroslav Nemec, Udo Wachtveitl |
| 1994           | Tatort: Klassen-Kampf                                                                  | Friedemann Fromm             | Münchner Tatort Darsteller unter anderem Miroslav Nemec, Udo Wachtveitl |
| 1994           | Tatort: … und die Musi spielt dazu                                                     | Hanns Christian Müller       | Münchner Tatort mit dem Thema Volksmusik Darsteller unter anderem Miroslav Nemec, Udo Wachtveitl                                                                                                  |
| 1995           | Tatort: Im Herzen Eiszeit                                                              | Hans Noever                  | Münchner Tatort Darsteller unter anderem Miroslav Nemec, Udo Wachtveitl |
| 1995           | Tatort: Blutiger Asphalt                                                               | Vivian Naefe                 | Münchner Tatort Darsteller unter anderem Miroslav Nemec, Udo Wachtveitl |
| 1995           | Tatort: Frau Bu lacht                                                                  | Dominik Graf                 | Münchner Tatort Darsteller unter anderem Miroslav Nemec, Udo Wachtveitl |
| 1995           | Nach Fünf im Urwald                                                                    | Hans-Christian Schmid        | Familienkomödie, spielt erst in einer bayerischen Kleinstadt und dann in München Darsteller unter anderem Franka Potente, Axel Milberg                                                            |
| 1996           | Tatort: Aida                                                                           | Klaus Emmerich               | Münchner Tatort Darsteller unter anderem Miroslav Nemec, Udo Wachtveitl |
| 1996           | Tatort: Schattenwelt                                                                   | Josef Rödl                   | Münchner Tatort Darsteller unter anderem Miroslav Nemec, Udo Wachtveitl |
| 1996           | Tatort: Perfect Mind – Im Labyrinth                                                    | Friedemann Fromm             | Münchner Tatort über Sekten Darsteller unter anderem Miroslav Nemec, Udo Wachtveitl |
| 1997           | Picasso in München                                                                     | Herbert Achternbusch         | Picasso wird in München wiedergeboren Darsteller unter anderem Herbert Achternbusch |
| 1997           | Tatort: Liebe, Sex, Tod                                                                | Peter Fratzscher             | Münchner Tatort Darsteller unter anderem Miroslav Nemec, Udo Wachtveitl |
| 1997           | Rossini – oder die mörderische Frage, wer mit wem schlief                              | Helmut Dietl                 | Film über die Münchner Schickeria Darsteller unter anderem Götz George, Mario Adorf |
| 1997           | Solo für Sudmann                                                                       |                              | Krimiserie, Spin-off von SOKO 5113 Darsteller unter anderem Heinz Baumann |
| 1997           | Tatort: Der Teufel                                                                     | Thomas Freundner             | Münchner Tatort Darsteller unter anderem Miroslav Nemec, Udo Wachtveitl |
| 1997           | Tatort: Bluthunde                                                                      | Peter Schulze-Rohr           | Münchner Tatort Darsteller unter anderem Miroslav Nemec, Udo Wachtveitl |
| 1998           | Neue Freiheit – Keine Jobs                                                             | Herbert Achternbusch         | Film über Obdachlose in München Darsteller unter anderem Herbert Achternbusch |
| 1998–1999      | Ein ehrenwertes Haus                                                                   |                              | Fernsehserie, die Sitcom und versteckte Kamera kombinierte Darsteller unter anderem Maurice Philip Remy, Caroline Beil                                                                            |
| 1998           | Polizeiruf 110: Spurlos verschwunden                                                   | Ulrich Stark                 | Münchner Polizeiruf 110 Darsteller unter anderem Edgar Selge, Gaby Dohm |
| 1998           | Sieben Monde                                                                           | Peter Fratzscher             | Werwolf-Film, der in München spielt Darsteller unter anderem Jan Josef Liefers, Marie Bäumer |
| 1998–2008      | Siska                                                                                  |                              | Krimi-Serie Darsteller unter anderem Peter Kremer, Wolfgang Maria Bauer |
| 1998–2000      | Sylvia – Eine Klasse für sich                                                          |                              | Serie über eine Gymnasiallehrerin in München Darsteller unter anderem Uschi Glas |
| 1998           | Tatort: In der Falle                                                                   | Peter Fratzscher             | Münchner Tatort Darsteller unter anderem Miroslav Nemec, Udo Wachtveitl |
| 1998           | Tatort: Gefallene Engel                                                                | Thomas Freundner             | Münchner Tatort Darsteller unter anderem Miroslav Nemec, Udo Wachtveitl |
| 1998           | Tatort: Schwarzer Advent                                                               | Jobst Oetzmann               | Münchner Tatort Darsteller unter anderem Miroslav Nemec, Udo Wachtveitl |
| 1998           | Tatort: Starkbier                                                                      | Peter Fratzscher             | Münchner Tatort Darsteller unter anderem Miroslav Nemec, Udo Wachtveitl |
| 1999           | Ein Tag im September                                                                   | Kevin Macdonald              | Dokumentarfilm über die Geiselnahme von München 1972 |
| 1999           | Tatort: Das Glockenbachgeheimnis                                                       | Martin Enlen                 | Münchner Tatort Darsteller unter anderem Miroslav Nemec, Udo Wachtveitl |
| 1999           | Tatort: Norbert                                                                        | Niki Stein                   | Münchner Tatort Darsteller unter anderem Miroslav Nemec, Udo Wachtveitl |
| 2000           | Erkan & Stefan                                                                         | Michael Bully Herbig         | Komödie Darsteller unter anderem John Friedmann, Florian Simbeck |
| 2000           | En Passant                                                                             | Hans-Albrecht Lusznat        | Dokumentation über normale Münchner |
| 2000           | München – Geheimnisse einer Stadt                                                      | Dominik Graf                 | Filmessay über München |
| 1998           | Polizeiruf 110: Verzeih mir                                                            | Hartmut Griesmayr            | Münchner Polizeiruf 110 Darsteller unter anderem Edgar Selge, Gaby Dohm |
| 2000           | Tatort: Viktualienmarkt                                                                | Berthold Mittermayr          | Münchner Tatort über den Viktualienmarkt Darsteller unter anderem Miroslav Nemec, Udo Wachtveitl                                                                                                  |
| 2000           | Tatort: Kleine Diebe                                                                   | Vivian Naefe                 | Münchner Tatort Darsteller unter anderem Miroslav Nemec, Udo Wachtveitl |
| 2000           | Tatort: Einmal täglich                                                                 | Peter Fratzscher             | Münchner Tatort Darsteller unter anderem Miroslav Nemec, Udo Wachtveitl |
| 2001           | Erkan & Stefan gegen die Mächte der Finsternis                                         | Axel Sand                    | Deutsche Komödie Darsteller unter anderem John Friedmann, Florian Simbeck |
| 2001           | 100 Pro                                                                                | Simon Verhoeven              | Liebeskomödie, die in München spielte Darsteller unter anderem Ken Duken, Luca Verhoeven |
| 2001           | Polizeiruf 110: Gelobtes Land                                                          | Peter Patzak                 | Münchner Polizeiruf 110 Darsteller unter anderem Edgar Selge, Michaela May |
| 2001           | Polizeiruf 110: Fluch der guten Tat                                                    | Hans-Günther Bücking         | Münchner Polizeiruf 110 Darsteller unter anderem Edgar Selge, Michaela May |
| 2001           | Tatort: Ein mörderisches Märchen                                                       | Manuel Siebenmann            | Münchner Tatort Darsteller unter anderem Miroslav Nemec, Udo Wachtveitl |
| 2001           | Tatort: Im freien Fall                                                                 | Friedemann Fromm             | Münchner Tatort über Kunstfälscher Darsteller unter anderem Miroslav Nemec, Udo Wachtveitl |
| 2001           | Tatort: Und dahinter liegt New York                                                    | Jobst Oetzmann               | Münchner Tatort über Kunstfälscher Darsteller unter anderem Miroslav Nemec, Udo Wachtveitl |
| 2001           | Spezlwirtschaft                                                                        | Thomas Kornmayer             | Sitcom des Bayerischen Rundfunks über einen Haidhauser Getränkeladen Darsteller unter anderem Helmut Schleich, Christiane Blumhoff                                                                |
| 2001           | Verliebte Jungs                                                                        | Christoph Schrewe            | In Südafrika gedrehte Fernsehkomödie, die in einem Münchner Biergarten spielt Darsteller unter anderem Tom Wlaschiha, Christian Näthe                                                             |
| 2001           | Wambo                                                                                  | Jo Baier                     | Biographie des Münchner Volksschauspielers Walter Sedlmayr Darsteller unter anderem Jürgen Tarrach, Ruth Drexel                                                                                   |
| 2002           | Ghettokids – Brüder ohne Heimat                                                        | Christian Wagner             | Film über die Probleme von Jugendlichen im Münchner Stadtteil Hasenbergl Darsteller unter anderem Toni Osmani                                                                                     |
| 2002–2006      | Mit Herz und Handschellen                                                              |                              | Krimiserie Darsteller unter anderem Henning Baum, Elena Uhlig |
| 2002           | Planet Hasenbergl                                                                      | Claus Strigel                | Eine Dokumentation über das Münchner Hasenbergl |
| 2002           | Polizeiruf 110: Um Kopf und Kragen                                                     | Peter Patzak                 | Münchner Polizeiruf 110 Darsteller unter anderem Edgar Selge, Michaela May |
| 2002           | Polizeiruf 110: Silikon Walli                                                          | Manfred Stelzer              | Münchner Polizeiruf 110 Darsteller unter anderem Edgar Selge, Michaela May |
| 2002           | Tatort: Wolf im Schafspelz                                                             | Fillipos Tsitos              | Münchner Tatort Darsteller unter anderem Miroslav Nemec, Udo Wachtveitl |
| 2002           | Tatort: Totentanz                                                                      | Thomas Freundner             | Münchner Tatort Darsteller unter anderem Miroslav Nemec, Udo Wachtveitl |
| 2002           | Tatort: Der Fremdwohner                                                                | Peter Fratzscher             | Münchner Tatort Darsteller unter anderem Miroslav Nemec, Udo Wachtveitl |
| 2002–2019      | Unter Verdacht                                                                         |                              | Krimiserie Darsteller unter anderem Senta Berger |
| 2003–2014      | K11 – Kommissare im Einsatz                                                            |                              | Pseudo-Doku über Münchner Kommissare Darsteller unter anderem Michael Naseband, Alexandra Rietz                                                                                                   |
| 2003           | München 7                                                                              | Franz Xaver Bogner           | Polizistenserie Darsteller unter anderem Andreas Giebel, Florian Karlheim |
| 2003           | Polizeiruf 110: Tiefe Wunden                                                           | Buddy Giovinazzo             | Münchner Polizeiruf 110 Darsteller unter anderem Edgar Selge, Michaela May |
| 2003           | Polizeiruf 110: Pech und Schwefel                                                      | Klaus Krämer                 | Münchner Polizeiruf 110 Darsteller unter anderem Edgar Selge, Michaela May |
| 2003           | Tatort: Der Prügelknabe                                                                | Thomas Jauch                 | Münchner Tatort Darsteller unter anderem Miroslav Nemec, Udo Wachtveitl |
| 2003           | Tatort: Wenn Frauen Austern essen                                                      | Klaus Emmerich               | Münchner Tatort Darsteller unter anderem Miroslav Nemec, Udo Wachtveitl |
| 2003           | Tatort: Im Visier                                                                      | Peter Fratzscher             | Münchner Tatort Darsteller unter anderem Miroslav Nemec, Udo Wachtveitl |
| 2003           | Verschwende deine Jugend                                                               | Benjamin Quabeck             | Film über Harry, der ein Konzert mit der Band DAF im Circus-Krone-Bau organisieren will Darsteller unter anderem Tom Schilling                                                                    |
| 2004           | Polizeiruf 110: Vater Unser                                                            | Bernd Schadewald             | Münchner Polizeiruf 110 Darsteller unter anderem Edgar Selge, Michaela May |
| 2004           | Polizeiruf 110: Die Maß ist voll                                                       | Klaus Krämer                 | Münchner Polizeiruf 110 Darsteller unter anderem Edgar Selge, Michaela May |
| 2004           | Polizeiruf 110: Der scharlachrote Engel                                                | Dominik Graf                 | Münchner Polizeiruf 110 Darsteller unter anderem Edgar Selge, Michaela May |
| 2004           | Tatort: Sechs zum Essen                                                                | Fillipos Tsitos              | Münchner Tatort Darsteller unter anderem Miroslav Nemec, Udo Wachtveitl |
| 2004           | Tatort: Nicht jugendfrei                                                               | Thomas Jauch                 | Münchner Tatort Darsteller unter anderem Miroslav Nemec, Udo Wachtveitl |
| 2004           | Tatort: Vorstadtballade                                                                | Martin Enlen                 | Münchner Tatort Darsteller unter anderem Miroslav Nemec, Udo Wachtveitl |
| 2005           | Ballsaison                                                                             |                              | Dokusoap über den Frauenfußballverein Wacker München |
| 2005           | Sophie Scholl – Die letzten Tage                                                       | Marc Rothemund               | Geschichte der Widerstandskämpferin Sophie Scholl Darsteller unter anderem Julia Jentsch |
| 2005           | Polizeiruf 110: Die Prüfung                                                            | Eoin Moore                   | Münchner Polizeiruf 110 Darsteller unter anderem Edgar Selge, Michaela May |
| 2005           | Tatort: Nur ein Spiel                                                                  | Manuel Siebenmann            | Münchner Tatort Darsteller unter anderem Miroslav Nemec, Udo Wachtveitl |
| 2005           | Tatort: Tod auf der Walz                                                               | Martin Enlen                 | Münchner Tatort über Handwerksgesellen auf der Walz Darsteller unter anderem Miroslav Nemec, Udo Wachtveitl                                                                                       |
| 2005           | Tatort: Schneetreiben                                                                  | Tobias Ineichen              | Münchner Tatort Darsteller unter anderem Miroslav Nemec, Udo Wachtveitl |
| 2012           | Der Fußballtempel - Eine Arena für München                                             | Wolfgang Ettlich             | Dokumentation über den Bau der Allianz Arena |
| 2005           | München                                                                                | Steven Spielberg             | Spielfilm über Reaktion des Mossad auf die Geiselnahme von München Darsteller unter anderem Hanns Zischler, Moritz Bleibtreu                                                                      |
| 2005           | Der Viktualienmarkt                                                                    | Steffi Kammermeier           | Dokumentarfilm über den Münchner Viktualienmarkt |
| 2006           | Deutschmänner                                                                          | Ulli Baumann                 | Münchner Komödie über eine Schein-Lebenspartnerschaft zwecks Abschiebeverhinderung Darsteller unter anderem Carlo Ljubek, Matthias Koeberlin                                                      |
| 2006           | Shoppen                                                                                | Ralf Westhoff                | Ensemblefilm, der Paare bei Speeddating in München zeigt Darsteller unter anderem Sebastian Weber, Anna Böger                                                                                     |
| 2006           | Oktoberfest                                                                            | Johannes Brunner             | Film über Beziehungen auf den Oktoberfest Darsteller unter anderem Barbara Rudnik, Peter Lohmeyer                                                                                                 |
| 2006           | Schwabing – Meine nie verblasste Liebe                                                 | Wolfgang Ettlich             | Ein Film über das Lebensgefühl in Schwabing früher und heute |
| 2006           | Polizeiruf 110: Er sollte tot                                                          | Dominik Graf                 | Münchner Polizeiruf 110 Darsteller unter anderem Edgar Selge, Michaela May |
| 2006           | Polizeiruf 110: Mit anderen Augen                                                      | Buddy Giovinazzo             | Münchner Polizeiruf 110 Darsteller unter anderem Edgar Selge, Michaela May |
| 2006           | Tatort: Außer Gefecht                                                                  | Friedemann Fromm             | Münchner Tatort Darsteller unter anderem Miroslav Nemec, Udo Wachtveitl |
| 2006           | Tatort: Das verlorene Kind                                                             | Jobst Oetzmann               | Münchner Tatort Darsteller unter anderem Miroslav Nemec, Udo Wachtveitl |
| 2006           | The Tourist                                                                            | Eisha Marjara                | Kurzfilm über einen Touristen auf dem Münchner Oktoberfest Darsteller unter anderem Jean-Luc Julien, Katharina Schwarz                                                                            |
| 2007           | Ich Chef, du nix                                                                       | Yasemin Şamdereli            | Komödie um ein türkisches Pärchen in München, die heiraten wollen Darsteller unter anderem John Friedmann, Florian Simbeck, Arzu Bazman                                                           |
| 2007           | Stellungswechsel                                                                       | Maggie Peren                 | Fünf Münchner Männer gründen einen Escortservice, um ihre Geldsorgen zu beheben Darsteller unter anderem Florian Lukas, Sebastian Bezzel                                                          |
| 2007           | Pornorama                                                                              | Marc Rothemund               | Komödie über den Dreh eines Pornofilms in München Ende der 60er-Jahre Darsteller unter anderem Benno Fürmann, Tom Schilling, Karoline Herfurth                                                    |
| 2007           | Polizeiruf 110: Taubers Angst                                                          | Klaus Krämer                 | Münchner Polizeiruf 110 Darsteller unter anderem Edgar Selge, Michaela May |
| 2007           | Polizeiruf 110: Jenseits                                                               | Eoin Moore                   | Münchner Polizeiruf 110 Darsteller unter anderem Edgar Selge, Michaela May |
| 2007           | Tatort: Der Finger                                                                     | Peter Fratzscher             | Münchner Tatort Darsteller unter anderem Miroslav Nemec, Udo Wachtveitl |
| 2007           | Tatort: A gmahde Wiesn                                                                 | Martin Enlen                 | Münchner Tatort über die Vergabe von Ständen auf dem Oktoberfest Darsteller unter anderem Miroslav Nemec, Udo Wachtveitl                                                                          |
| 2007           | Tatort: Der Traum von der Au                                                           | Tim Trageser                 | Münchner Tatort Darsteller unter anderem Miroslav Nemec, Udo Wachtveitl |
| 2007           | Tatort: Kleine Herzen                                                                  | Filippos Tsitos              | Münchner Tatort Darsteller unter anderem Miroslav Nemec, Udo Wachtveitl |
| seit 2007      | Nashorn, Zebra & Co.                                                                   |                              | Doku-Soap über den Tierpark Hellabrunn |
| 2007           | Das wilde Leben                                                                        | Achim Bornhak                | Spielfilm über das Leben von Uschi Obermaier Darsteller unter anderem Natalia Avelon, Matthias Schweighöfer                                                                                       |
| 2008           | Mia San Dageng!                                                                        |                              | Ein Film über den Punk in München |
| 2008           | Pizza und Marmelade                                                                    | Oliver Dieckmann             | Film über einen aufstrebenden Münchner Architekten, der nach einer Insolvenz als Pizzakellner arbeiten muss Darsteller unter anderem Max von Thun                                                 |
| 2008           | Polizeiruf 110: Wie ist die Welt so stille                                             | Alain Gsponer                | Münchner Polizeiruf 110 Darsteller unter anderem Edgar Selge, Michaela May |
| 2008           | Polizeiruf 110: Rosis Baby                                                             | Andreas Kleinert             | Münchner Polizeiruf 110 Darsteller unter anderem Edgar Selge, Michaela May |
| 2008           | Tatort: Der oide Depp                                                                  | Michael Gutmann              | Münchner Tatort Darsteller unter anderem Miroslav Nemec, Udo Wachtveitl |
| 2008           | Tatort: Liebeswirren                                                                   | Tobias Ineichen              | Münchner Tatort Darsteller unter anderem Miroslav Nemec, Udo Wachtveitl |
| 2008           | Tatort: Häschen in der Grube                                                           | Dagmar Knöpfel               | Münchner Tatort Darsteller unter anderem Miroslav Nemec, Udo Wachtveitl |
| 2009           | Hitler vor Gericht                                                                     | Bernd Fischerauer            | Film über den Gerichtsprozess zum Hitlerputsch in München Darsteller unter anderem Johannes Zirner                                                                                                |
| 2009           | Hinter blinden Fenstern                                                                | Matti Geschonneck            | Münchner Krimi Darsteller unter anderem Hanns Zischler, Maja Maranow |
| 2009           | Polizeiruf 110: Endspiel                                                               | Andreas Kleinert             | Münchner Polizeiruf 110 Darsteller unter anderem Edgar Selge, Michaela May |
| 2009           | Polizeiruf 110: Klick gemacht                                                          | Stephan Wagner               | Münchner Polizeiruf 110 Darsteller unter anderem Jörg Hube, Stefanie Stappenbeck |
| 2009           | Tatort: Gesang der toten Dinge                                                         | Thomas Roth                  | Münchner Tatort Darsteller unter anderem Miroslav Nemec, Udo Wachtveitl |
| 2009           | Tatort: Um jeden Preis                                                                 | Peter Fratzscher             | Münchner Tatort Darsteller unter anderem Miroslav Nemec, Udo Wachtveitl |
| 2009           | Tatort: Wir sind die Guten                                                             | Jobst Oetzmann               | Münchner Tatort Darsteller unter anderem Miroslav Nemec, Udo Wachtveitl |
| 2009           | Keep Surfing                                                                           | Bjoern Richie Lob            | Dokumentarfilm über das Flusssurfen in München, vor allem am Eisbach Darsteller unter anderem Dieter Deventer                                                                                     |
| 2010           | Aufs Maul gschaut - Mundart in München?                                                | Steffi Kammermeier           | Dokumentation über den bayrischen Dialekt in der Großstadt München |
| 2010           | Der letzte schöne Herbsttag                                                            | Ralf Westhoff                | In München spielender Liebesfilm Darsteller unter anderem Julia Koschitz, Felix Hellmann |
| 2010           | Morgen das Leben                                                                       | Alexander Riedel             | Münchner Episodenfilm über die Probleme von 40-jährigen Darsteller unter anderem Stefanie Stappenbeck                                                                                             |
| 2010           | Münchner Hinterhofgeschichten                                                          |                              | Dokusoap über eine Münchner Hausgemeinschaft, die ihren Hinterhof neugestaltet |
| 2010           | Polizeiruf 110: Die Lücke, die der Teufel lässt                                        | Lars Montag                  | Münchner Polizeiruf 110 Darsteller unter anderem Ulrike Arnold, Judith Al Bakri |
| 2010           | Polizeiruf 110: Zapfenstreich                                                          | Christoph Stark              | Münchner Polizeiruf 110 Darsteller unter anderem Stefanie Stappenbeck, Lars Eidinger |
| 2010           | Tatort: Die Heilige                                                                    | Jobst Oetzmann               | Münchner Tatort Darsteller unter anderem Miroslav Nemec, Udo Wachtveitl |
| 2010           | Tatort: Unsterblich schön                                                              | Filippos Tsitos              | Münchner Tatort Darsteller unter anderem Miroslav Nemec, Udo Wachtveitl |
| 2010           | Tatort: Nie wieder frei sein                                                           | Christian Zübert             | Münchner Tatort Darsteller unter anderem Miroslav Nemec, Udo Wachtveitl |
| 2011           | Kein schöner Land: Günter Wewel zu Gast in München                                     |                              | Musiksendung |
| 2011           | Polizeiruf 110: Cassandras Warnung                                                     | Dominik Graf                 | Münchner Polizeiruf 110 Darsteller unter anderem Matthias Brandt, Anna Maria Sturm |
| 2011           | Polizeiruf 110: Denn sie wissen nicht, was sie tun                                     | Hans Steinbichler            | Münchner Polizeiruf 110 Darsteller unter anderem Matthias Brandt, Anna Maria Sturm |
| 2011           | Tatort: Jagdzeit                                                                       | Peter Fratzscher             | Münchner Tatort Darsteller unter anderem Miroslav Nemec, Udo Wachtveitl |
| 2011           | Tatort: Gestern war kein Tag                                                           | Christian Görlitz            | Münchner Tatort Darsteller unter anderem Miroslav Nemec, Udo Wachtveitl |
| 2011           | Tatort: Ein ganz normaler Fall                                                         | Torsten C. Fischer           | Münchner Tatort Darsteller unter anderem Miroslav Nemec, Udo Wachtveitl |
| 2012           | Polizeiruf 110: Schuld                                                                 | Hans Steinbichler            | Münchner Polizeiruf 110 Darsteller unter anderem Matthias Brandt, Anna Maria Sturm |
| 2012           | Polizeiruf 110: Fieber                                                                 | Hendrik Handloegten          | Münchner Polizeiruf 110 Darsteller unter anderem Matthias Brandt, Anna Maria Sturm |
| 2012           | Tatort: Der traurige König                                                             | Thomas Stiller               | Münchner Tatort Darsteller unter anderem Miroslav Nemec, Udo Wachtveitl |
| 2012           | Tatort: Ein neues Leben                                                                | Elmar Fischer                | Münchner Tatort Darsteller unter anderem Miroslav Nemec, Udo Wachtveitl |
| 2012           | Tatort: Der tiefe Schlaf                                                               | Alexander Adolph             | Münchner Tatort Darsteller unter anderem Miroslav Nemec, Udo Wachtveitl |
| 2012 bis heute | Die Chefin                                                                             |                              | Krimiserie Darsteller unter anderem Katharina Böhm |
| 2012           | Das Hotel BISS                                                                         | Wolfgang Ettlich             | Dokumentation über das gescheiterte Projekt "Hotel BISS" |
| 2012           | Drei Stunden                                                                           | Boris Kunz                   | Martin hat nur einige Stunden Zeit, Isabel davon zu überzeugen in München zu bleiben und nicht nach Afrika zu gehen Darsteller unter anderem Nicholas Reinke, Claudia Eisinger                    |
| 2012           | Ein Drilling kommt selten allein                                                       | Dietmar Klein                | Münchner Komödie, um zwei Großeltern, die durch ihre gemeinsamen Enkel ein Paar werden Darsteller unter anderem Thekla Carola Wied, Günther Maria Halmer                                          |
| 2012           | München 72 – Das Attentat                                                              | Dror Zahavi                  | Fernsehfilm über die Geiselnahme von München Darsteller unter anderem Heino Ferch |
| 2012           | Pumping Ercan                                                                          | Michael Reithmeier           | Dokumentation über den in München lebenden türkischen Profi-Bodybuilder Ercan Demir |
| 2012           | Schlaflos in Schwabing                                                                 | Christine Kabisch            | Liebeskomödie Darsteller unter anderem Mariele Millowitsch, Jan-Gregor Kremp |
| 2012           | Vatertage – Opa über Nacht                                                             | Ingo Rasper                  | Geschichte um einen 36-jährigen Rikschafahrer der plötzlich erfährt, dass er Vater und Opa ist Darsteller unter anderem Sebastian Bezzel, Sarah Horváth                                           |
| 2013           | Der Blinde Fleck                                                                       | Daniel Harrich               | Film über das Münchner Oktoberfest-Attentat Darsteller unter anderem Benno Fürmann |
| 2013 – heute   | Hammer & Sichl                                                                         | Oliver Mielke                | Fernsehserie über einen Münchner Lebemann und einen Stralsunder Handwerker, die in München einen Handwerkerservice betreiben Darsteller unter anderem Wolfgang Fierek, Tim Wilde                  |
| 2013 – heute   | Im Schleudergang                                                                       | Paul Harather                | Fernsehserie des Bayerischen Rundfunks über eine Münchner Wäscherei Darsteller unter anderem Gisela Schneeberger                                                                                  |
| 2013           | Polizeiruf 110: Der Tod macht Engel aus uns allen                                      | Jan Bonny                    | Münchner Polizeiruf 110 Darsteller unter anderem Matthias Brandt, Anna Maria Sturm |
| 2013           | Polizeiruf 110: Kinderparadies                                                         | Leander Haußmann             | Münchner Polizeiruf 110 Darsteller unter anderem Matthias Brandt |
| 2013           | Tatort: Macht und Ohnmacht                                                             | Thomas Stiller               | Münchner Tatort Darsteller unter anderem Miroslav Nemec, Udo Wachtveitl |
| 2013           | Tatort: Aus der Tiefe der Zeit                                                         | Dominik Graf                 | Münchner Tatort Darsteller unter anderem Miroslav Nemec, Udo Wachtveitl |
| 2013           | Tatort: Allmächtig                                                                     | Jochen Alexander Freydank    | Münchner Tatort Darsteller unter anderem Miroslav Nemec, Udo Wachtveitl |
| 2014           | Irre sind männlich                                                                     | Anno Saul                    | Film über zwei Münchner, die versuchen, in Therapiegruppen Frauen "aufzureißen" Darsteller unter anderem Fahri Yardım, Milan Peschel                                                              |
| 2014           | Landauer – Der Präsident                                                               | Hans Steinbichler            | Film über den jüdischen mehrfachen Präsidenten des FC Bayern Darsteller unter anderem Josef Bierbichler                                                                                           |
| 2014 – heute   | Heiter bis tödlich: Monaco 110                                                         |                              | Münchner Polizistenserie Darsteller unter anderem Monika Baumgartner, Markus Brandl |
| 2014           | Polizeiruf 110: Morgengrauen                                                           | Alexander Adolph             | Münchner Polizeiruf 110 Darsteller unter anderem Matthias Brandt |
| 2014           | Polizeiruf 110: Smoke on the Water                                                     | Dominik Graf                 | Münchner Polizeiruf 110 Darsteller unter anderem Matthias Brandt |
| 2014           | Tatort: Am Ende des Flurs                                                              | Max Färberböck               | Münchner Tatort Darsteller unter anderem Miroslav Nemec, Udo Wachtveitl |
| 2014           | Tatort: Der Wüstensohn                                                                 | Rainer Kaufmann              | Münchner Tatort Darsteller unter anderem Miroslav Nemec, Udo Wachtveitl |
| 2014           | Tatort: Das verkaufte Lächeln                                                          | Andreas Senn                 | Münchner Tatort Darsteller unter anderem Miroslav Nemec, Udo Wachtveitl |
| 2014           | Wir sind die Neuen                                                                     | Ralf Westhoff                | Film über drei ältere Münchner, die aus verschiedensten Gründen ihre alte Studenten-WG wieder aufleben lassen Darsteller unter anderem Gisela Schneeberger, Heiner Lauterbach, Michael Wittenborn |
| 2014 – heute   | München Mord                                                                           |                              | Krimiserie Darsteller unter anderem Alexander Held |
| 2014           | Sie heißt jetzt Lotte                                                                  | Annekathrin Wetzel           | Kurzfilm über beiden "Mütter" von Charlotte Knobloch in München Darsteller unter anderem Maria Ehrich, Lola Dockhorn, Kai Malina                                                                  |
| 2014           | Über den Dächern von München                                                           |                              | Serie über Münchner, die hoch oben leben oder arbeiten |
| 2014           | Neues aus dem Münchner Tierpark Hellabrunn                                             |                              | Serie über Münchner Tierpark Hellabrunn |
| 2014           | Vaterfreuden                                                                           | Matthias Schweighöfer        | In München spielende Komödie Darsteller unter anderem Matthias Schweighöfer, Isabell Polak |
| 2015           | Mara und der Feuerbringer                                                              | Tommy Krappweis              | Ein Münchner Mädchen soll die Welt vor der nordischen Götterdämmerung bewahren Darsteller unter anderem Lilian Prent, Jan Josef Liefers                                                           |
| 2015           | Tatort: Die letzte Wiesn                                                               | Marvin Kren                  | Münchner Tatort über das Oktoberfest Darsteller unter anderem Miroslav Nemec, Udo Wachtveitl |
| 2015           | Polizeiruf 110: Kreise                                                                 | Christian Petzold            | Münchner Polizeiruf 110 Darsteller unter anderem Matthias Brandt, Barbara Auer |
| 2015           | Tatort: Einmal wirklich sterben                                                        | Markus Imboden               | Münchner Tatort Darsteller unter anderem Miroslav Nemec, Udo Wachtveitl |
| 2015           | Abschussfahrt                                                                          | Tim Trachte                  | Film über Münchener Studenten Darsteller unter anderem Tilman Pörzgen, Chris Tall und Max von der Groeben                                                                                         |
| 2015           | Nightsession                                                                           | Philipp Dettmer              | Film über vier Skateboardfahrer, die sich eine Nacht auf ihren Skateboards durch München treiben lassen Darsteller Thomas Eckert, Sergio Grosu, Pacel Khachab und Jonas Rosenbauer                |
| 2016           | Kommissar Pascha                                                                       | Sascha Bigler                | Münchner Krimi mit dem türkischstämmigen Kommissar Pascha Darsteller unter anderem Tim Seyfi |
| 2016           | Moni’s Grill                                                                           | Franz Xaver Bogner           | Kombination aus Serie und Talk. die in einem Münchner Lokal spielt. Darsteller unter anderem Monika Gruber, Christine Neubauer                                                                    |
| 2016           | Polizeiruf 110: Und vergib uns unsere Schuld                                           | Marco Kreuzpaintner          | Münchner Polizeiruf 110 Darsteller unter anderem Matthias Brandt, Karl Markovics |
| 2016           | Polizeiruf 110: Wölfe                                                                  | Christian Petzold            | Münchner Polizeiruf 110 Darsteller unter anderem Matthias Brandt, Barbara Auer |
| 2016           | Polizeiruf 110: Sumpfgebiete                                                           | Hermine Huntgeburth          | Münchner Polizeiruf 110 Darsteller unter anderem Matthias Brandt, Ulrich Noethen |
| 2016           | Tatort: Mia san jetz da wo’s weh tut                                                   | Max Färberböck               | Münchner Tatort Darsteller unter anderem Miroslav Nemec, Udo Wachtveitl |
| 2016           | Tatort: Die Wahrheit                                                                   | Sebastian Marka              | Münchner Tatort Darsteller unter anderem Miroslav Nemec, Udo Wachtveitl |
| 2016           | Tatort: Klingelingeling                                                                | Markus Imboden               | Münchner Tatort Darsteller unter anderem Miroslav Nemec, Udo Wachtveitl |
| 2016           | Willkommen bei den Hartmanns                                                           | Simon Verhoeven              | Münchner Flüchtlingskomödie Darsteller unter anderem Senta Berger, Heiner Lauterbach |
| 2017           | Bierleichen. Ein Paschakrimi                                                           | Matthias Steurer             | Münchner Krimi mit dem türkischstämmigen Kommissar Pascha Darsteller unter anderem Tim Seyfi, Wolfgang Fierek                                                                                     |
| 2017           | Für Emma und ewig                                                                      | Doron Wisotzky               | Komödie über eine Münchner Standesbeamtin Darsteller unter anderem Nadja Becker, Pasquale Aleardi                                                                                                 |
| 2017           | Polizeiruf 110: Nachtdienst                                                            | Rainer Kaufmann              | Münchner Polizeiruf 110 über einen Mord im Altenheim Darsteller unter anderem Matthias Brandt, Elisabeth Schwarz                                                                                  |
| 2017           | Tatort: Der Tod ist unser ganzes Leben                                                 | Philip Koch                  | Münchner Tatort Darsteller unter anderem Miroslav Nemec, Udo Wachtveitl |
| 2017           | Tatort: Die Liebe, ein seltsames Spiel                                                 | Rainer Kaufmann              | Münchner Tatort Darsteller unter anderem Miroslav Nemec, Udo Wachtveitl |
| 2017           | Tatort: Hardcore                                                                       | Philip Koch                  | Münchner Tatort über die Pornobranche Darsteller unter anderem Miroslav Nemec, Udo Wachtveitl |
| 2017           | Mein Blind Date mit dem Leben                                                          | Marc Rothemund               | Komödie, Schauplatz ist München, v. a. das Hotel Bayrischer Hof |
| 2018           | Bier Royal                                                                             | Christiane Balthasar         | TV-Komödie über den Erbschaftsstreit um eine Münchner Brauerei. Darsteller unter anderem Gisela Schneeberger, Lisa Maria Potthoff                                                                 |
| 2018           | München Grill                                                                          | Franz Xaver Bogner           | Kombination aus Serie und Talk. die in einem Münchner Lokal spielt. Darsteller unter anderem Christine Eixenberger, Christine Neubauer                                                            |
| 2018           | Polizeiruf 110: Das Gespenst der Freiheit                                              | Jan Bonny                    | Münchner Polizeiruf Darsteller unter anderem Matthias Brandt, Joachim Król |
| 2018           | Polizeiruf 110: Tatorte                                                                | Christian Petzold            | Münchner Polizeiruf Darsteller unter anderem Matthias Brandt, Barbara Auer |
| 2018           | Tatort: Freies Land                                                                    | Andreas Kleinert             | Münchner Tatort über das Thema Reichsbürger Darsteller unter anderem Miroslav Nemec, Udo Wachtveitl                                                                                               |
| 2018           | Tatort: KI                                                                             | Sebastian Marka              | Münchner Tatort über das Thema Künstliche Intelligenz Darsteller unter anderem Miroslav Nemec, Udo Wachtveitl                                                                                     |
| 2018           | Tatort: Wir kriegen euch alle                                                          | Sven Bohsea                  | Münchner Tatort Darsteller unter anderem Miroslav Nemec, Udo Wachtveitl |
| 2019           | 15 Jahre Hohenzollernstraße (2003- 2018) - Leben zwischen Schuhen, Klamotten und Cafés | Wolfgang Ettlich             | Dokumentation über die Schwabinger Hohenzollernstraße |
| 2019           | Tatort: Die ewige Welle                                                                | Andreas Kleinert             | Münchner Tatort über Surfer am Münchner Eisbach Darsteller unter anderem Miroslav Nemec, Udo Wachtveitl                                                                                           |
| 2019           | Wie gut ist deine Beziehung?                                                           | Ralf Westhoff                | Beziehungskomödie Darsteller unter anderem Friedrich Mücke, Julia Koschitz |
| 2019           | Tatort: One Way Ticket                                                                 | Rupert Henning               | Münchner Tatort Darsteller unter anderem Miroslav Nemec, Udo Wachtveitl |
| 2019           | Der Beischläfer                                                                        | Anna-Katharina Maier         | Münchner Comedy-Serie über einen Schöffen und "seine" Richterin Darsteller unter anderem Harry G, Lisa Bitter                                                                                     |
| 2019           | Das perfekte Geheimnis                                                                 | Bora Dagtekin                | Komödie über 3 Paare, ihre Beziehungen und ihre Handys Darsteller unter anderem Karoline Herfurth, Elyas M’Barek                                                                                  |
| 2020           | Tatort: Unklare Lage                                                                   | Pia Strietmann               | Münchner Tatort Darsteller unter anderem Miroslav Nemec, Udo Wachtveitl |
| 2020           | Tatort: Lass den Mond am Himmel stehn                                                  | Christopher Schier           | Münchner Tatort Darsteller unter anderem Miroslav Nemec, Udo Wachtveitl |
| 2020           | Tatort: In der Familie                                                                 | Pia Strietmann               | 2-teiliger Tatort (Dortmund, München) über die ’Ndrangheta Darsteller unter anderem Miroslav Nemec, Udo Wachtveitl                                                                                |
| 2021           | Windstill                                                                              | Nancy Camaldo                | In München und Südtirol spielendes Drama um 3 Menschen und deren unerfüllte Lebensträume Darsteller unter anderem Giulia Goldammer, Thomas Schubert                                               |
| 2021           | Katakomben (Fernsehserie)l                                                             | Jakob M. Erwa                | deutsche Coming-of-Age-Dramaserie, die am, um und unter dem Hauptbahnhof München spielt |
| 2021           | Zum Glück zurück                                                                       | Dirk Regel                   | In München spielende Komödie Darsteller unter anderem Diana Amft, Michaela May |
| 2021           | Polizeiruf 110: Frau Schrödingers Katze                                                | Oliver Haffner               | In München spielender Krimi um eine tödliche Fahrerflucht Darsteller unter anderem Elisabeth Eyckhoff, Ilse Neubauer                                                                              |
| 2021           | Faltenfrei                                                                             | Dirk Kummer                  | In München spielender Fernsehfilm über eine erfolgreiche, aber in die Jahre gekommene Beauty-Ratgeber-Autorin mit Adele Neuhauser und Sibylle Canonica                                            |